# Silimba

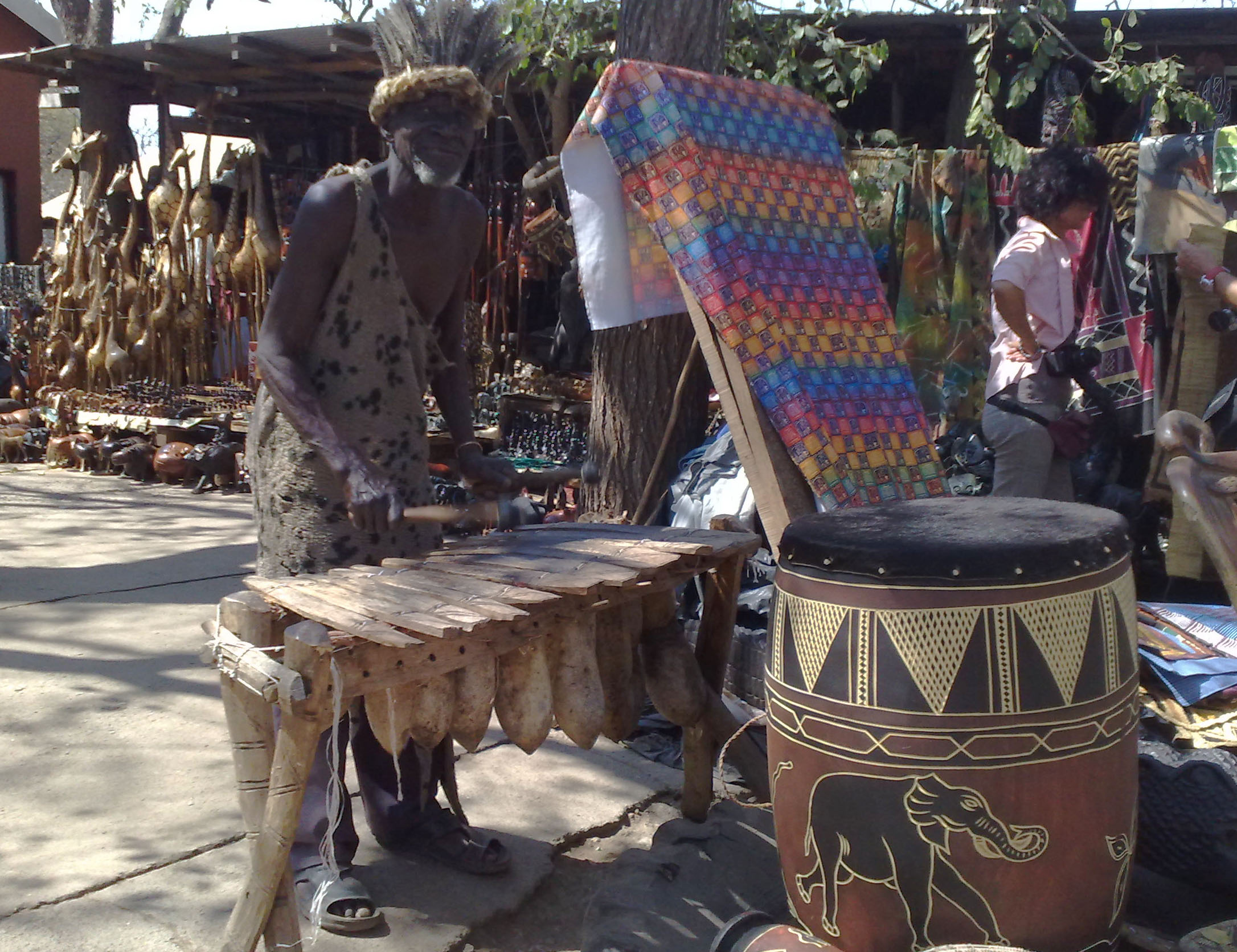
Joueur de silimba en Zambie

Le silimba est un instrument de musique à percussion, de la famille des idiophones, caractéristique de l'ouest de la Zambie. C'est une sorte de xylophone doté de calebasses vides suspendues sous le clavier et faisant office de caisse de résonance. Commun notamment chez les Lozis, il avait déjà été remarqué par l'explorateur David Livingstone qui l'appelait marimba.